# Delahaye 8 CV

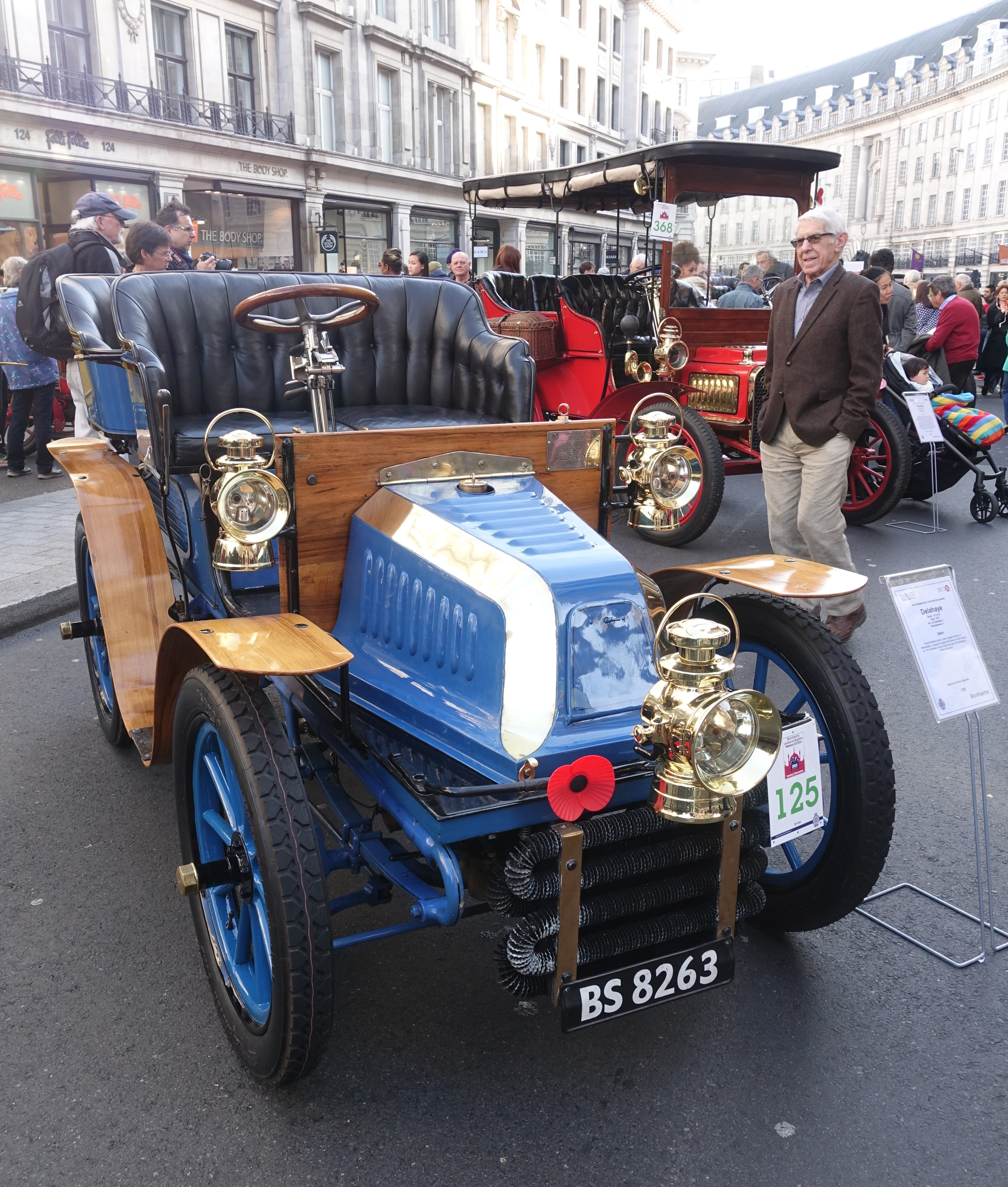
Delahaye Type 0A

Der Delahaye 8 CV war eine Pkw-Modellreihe des französischen Automobilherstellers Delahaye. Dabei stand das CV für die Steuer-PS. Zu dieser Modellreihe gehörten: 
- Delahaye Type 0A (1901–1904)
- Delahaye Type 109 (1929–1931)